# Ізосимовське сільське поселення
Ізо́симовське сільське поселення (рос. Изосимовское сельское поселение) — муніципальне утворення у складі Ковилкінського району Мордовії, Росія. Адміністративний центр — село Ізосимовка.

## Географія
Ізосімовське сільське поселення розташоване в центральній частині Ковилкінського. Відстань до столиці республіки Саранська — 103 км, до міста Ковилкіно — 16 км.
Межує на півночі — з Великоазясьським, Рибкинським і Новомамангінським, на сході — з Краснопрісненським, на півдні і заході — з Шингарінським і Троїцьким сільськими поселеннями Ковилкінського району.
Кордони Ізосімовського сільського поселення затверджені Законом РМ № 21-3 від 12 березня 2010 року «Про перетворення деяких муніципальних утворень Ковилкінского муніципального району та адміністративно-територіальних одиниць Ковилкінського муніципального району Республіки Мордовія».
По рельєфу територія сільського поселення являє собою слабохвилясту рівнину з наявністю мережі великих і дрібних балок і ярів. Територія сільського поселення досить багата відкритими водними джерелами. Головним елементом гідрографічної мережі є річка Мокша.

## Історія
Станом на 2002 рік існували Волгапінська сільська рада (села Волгапіно, Кічатово, присілки Керетіно, Кімляй) та Ізосимовська сільська рада (села Ізосимовка, Стара Сазоновка, присілки Бранчеєвка, Нова Сазоновка).
12 березня 2010 року до складу сільського поселення було включене ліквідоване Волгапінське сільське поселення (села Волгапіно, Кічатово, присілки Керетіно, Кімляй).

## Населення
Населення — 803 особи (2019, 1070 у 2010, 1290 у 2002).
Демографічна ситуація, що склалася в муніципальному утворенні, характеризується недостатнім рівнем народжуваності, що не забезпечує простого відтворення населення, високим рівнем смертності, особливо чоловіків у працездатному віці, негативним балансом міграційного потенціалу. Основною причиною зниження чисельності населення є природний спад. Смертність перевищує народжуваність більш ніж в 3 рази. Погіршення демографічної ситуації відбувається також тому, що до природного зменшення додається міграційний відтік населення. Основними галузями використання робочої сили залишаються: сільське господарство, переробка деревини, кооперативи, сфера обслуговування, освіта.

## Склад
До складу поселення входять такі населені пункти:
| Населений пункт          | Населення, осіб (2002) | Населення, осіб (2010) |
| ------------------------ | ---------------------- | ---------------------- |
| Бранчеєвка, присілок     | 92                     | 46                     |
| Волгапіно, село          | 471                    | 395                    |
| Ізосимовка, село         | 198                    | 186                    |
| Керетіно, присілок       | 132                    | 103                    |
| Кімляй, присілок         | 39                     | 21                     |
| Кічатово, село           | 86                     | 45                     |
| Нова Сазоновка, присілок | 17                     | 0                      |
| Стара Сазоновка, село    | 255                    | 274                    |

## Господарство
Система розселення і планувальна структура склалися в основному ще в XIX столітті, і принципово не змінилися протягом XX—XXI століть. Територія сільського поселення має яскраво виражену сільськогосподарську спеціалізацію, що, перш за все, визначило структуру розселення. На території сільського поселення добре розвинена інженерно-транспортна інфраструктура. Територією сільського поселення проходить мережа газопроводів високого тиску.
Сільськогосподарське виробництво на території сільського поселення розвинене в повному обсязі. Тут розташовується: ТОВ «Агробранчеєвка». Крім того, значну частину території займають селянські господарства. Рослинництво спеціалізується на виробництві зерна. Тваринництво розвинене у великому обсязі, спеціалізація тваринництва у населення — виробництво м'яса великої рогатої худоби, свиней, овець, птиці, виробництво молока.
Природно-кліматичні умови в території сільради сприятливі для розвитку сільського господарства, для обробітку основних районованих сільськогосподарських культур, проте результати сільськогосподарської діяльності в рослинництві в значній мірі залежать від складаються агрометеорологічних умов. Загальна площа земель сільськогосподарського призначення становить 11771,6 га
Пасажирське сполучення з республіканським та районним центрами — автомобільне. Територією сільського поселення проходить автодорога регіонального значення «Ковилкіно — Краснослободсбк — Єльники — Первомайськ» (3 категорія) і автодорога місцевого значення «Ізосимовка — Бранчеєвка» (5 категорія), автодорога «Ковилкіно — Краснослободськ — Єльники — Первомайськ — Михайловське», (5 технічна категорія).
Соціальну сферу представляють:
- ЗОШ с. Стара Сазоновка, розрахункова місткість 180 учнівських місць;
- ЗОШ с. Волгапіно, розрахункова місткість 360 учнівських місць;
- ФАП с. Стара Сазоновка;
- ФАП с. Волгапіно;
- ФАП с. Керетіно;
- ФАП с. Кічатово;
- «Ізосимовський БДЦ»;
- «БДЦ» с. Волгапіно;
- 5 підприємств торгівлі;
- 2 підприємства громадського харчування (шкільна їдальня);
- 2 філії «Пошта Росії»;
- 2 філії Ощадбанку Росії;
- ГСУ СО ССЗН «Волгапінський будинок-інтернат милосердя» на 30 осіб.